# 香港特別行政區行政長官
香港特別行政區行政長官（英語：Chief Executive of the Hong Kong Special Administrative Region，簡稱「香港行政長官」、「香港特首」、「行政長官」、「特首」、「Chief Executive」、「CE」），是香港特別行政區的首長，在代表香港特別行政區。此職位設立於1997年7月1日，大致代替英屬香港時期的「香港總督」一職，行使香港特别行政區政府首腦的權責，由選舉委員會選舉產生，中华人民共和国国务院总理簽署國務院令任命，對中华人民共和国国务院（下稱中央人民政府）和香港特別行政區負責。
《香港特別行政區基本法》規定，香港行政長官每屆任期五年，可連任一次；如在任期完成之前因故離職，繼任人需在六個月內產生；出缺或休假時，會依次由政務司司長、財政司司長、律政司司長署任。2005年，全國人民代表大會常務委員會以解釋基本法方式訂明補選的行政長官只是完成前任餘下的任期。根據基本法第43條記載，行政長官有問責性，需要對自己任內的政策負責。

## 主要職責
1. 領導香港特別行政區政府
2. 負責執行《基本法》和其他香港法例
3. 簽署立法會通過的法案，公佈法律
4. 簽署立法會通過的財政預算案，將財政預算、決算報中央人民政府備案
5. 決定政府政策和發佈行政命令
6. 提名並報請中央人民政府任命主要官員（即各司長、副司長、各決策局局長、廉政專員、審計署署長、警務處處長、入境事務處處長、海關關長），建議中央人民政府免去上述官員
7. 任命或免去各級法院法官
8. 任命或免去公職人員（只限於政府僱員）
9. 執行中央人民政府就《基本法》規定的有關事務發出的指令
10. 代表香港特別行政區政府處理中央授權的對外事務和其他事務
11. 批准政府向立法會提出有關財政收入或支出的動議
12. 根據安全和重大公共利益的考慮，決定政府官員或其他負責政府公務的人員是否向立法會或其屬下的委員會作證和提供證據
13. 赦免或減輕刑事罪犯的刑罰
14. 處理請願、申訴事項
15. 主持行政會議
16. 與立法會主席和終審法院首席法官聯合提名全國人大常委會基本法委員會香港委員人選
17. 擔任維護國家安全委員會主席，提名並報請中央人民政府任命維護國家安全委員會秘書長[3]
18. 委任區議員（第五屆及第六屆區議會取消委任議席）

## 歷任行政長官
1996年12月11日，香港特別行政區第一屆政府推選委員會第三次全體會議舉行，會議上由400位推選委員會委員選出首任行政長官。董建華以320票擊敗楊鐵樑、吳光正和李福善當選。
1997年7月1日，董建華就任第一屆行政長官。
2002年，董建華取得762名選舉委員會委員的提名，自動當選連任。特首董建華當因健康問題為理由並不可能未完成第一屆和第二屆部份任期，2005年3月10日在第二屆任期未完的情況下請辭行政長官職務，獲國務院批准。按照《基本法》規定，由時任政務司司長曾蔭權並請辭後署理行政長官職務。
2005年3月12日，董建華於八年內不得參選行政長官。
曾蔭權於2005年6月16日成為2005年行政長官補選中唯一一名候選人，根據《行政長官選舉條例》自動當選，完成第二屆行政長官餘下任期，至2007年6月30日為止。
2007年3月25日行政長官選舉中，曾蔭權以649票對123票擊敗對手以公民黨主席梁家傑勝出後，連任成為第三屆行政長官。
2012年3月25日行政長官選舉中，梁振英以689票當選，擊敗其他候選人唐英年（獲285票）和何俊仁（獲76票）。
2017年3月26日行政長官選舉中，林鄭月娥以777票當選，擊敗其他候選人曾俊華（獲365票）和胡國興（獲21票）。
2022年5月8日行政長官選舉中，李家超以1,416支持票及8票不支持票當選。
| # | 任別[2↑]   | 行政長官     | 行政長官                | 就任日期          | 卸任日期                | 得票/有效票                 | 簽令任命者 | 監誓人                    |
| --- | ---------- | ------------ | ----------------------- | ----------------- | ----------------------- | --------------------------- | ---------- | ------------------------- |
| 1 | 1          |              | 董建華 （在任7年255天） | 1997年7月1日      | 2002年6月30日           | 320/398 80.4%（1996年）     | 李鹏       | 李鹏                      |
| 1 | 2          | 2002年7月1日 | 董建華 （在任7年255天） | 2005年3月12日[1↑] | 自動當選 （2002年）     | 朱镕基                      | 江泽民     |                           |
| 署理 | 2 （署理） |              | 曾蔭權 （在任80天）     | 2005年3月12日     | 2005年5月30日           | 不適用                      | 不適用     | 不適用                    |
| 署理 | 2 （署理） |              | 唐英年 （在任20天）     | 2005年6月1日      | 2005年6月20日           | 不適用                      | 不適用     | 不適用                    |
| 2 | 2 （繼任） |              | 曾蔭權 （在任7年10天）  | 2005年6月21日     | 2007年6月30日           | 自動當選 （2005年）         | 温家宝     | 溫家寶                    |
| 2 | 3          | 2007年7月1日 | 曾蔭權 （在任7年10天）  | 2012年6月30日     | 649/772 84.1%（2007年） | 胡锦涛                      | 温家宝     |                           |
| 3 | 4          |              | 梁振英 （在任5年0天）   | 2012年7月1日      | 2017年6月30日           | 胡锦涛                      | 温家宝     | 689/1,050 65.6%（2012年） |
| 4 | 5          |              | 林鄭月娥 （在任5年0天） | 2017年7月1日      | 2022年6月30日           | 777/1,163 66.8%（2017年）   | 李克强     | 习近平                    |
| 5 | 6          |              | 李家超 （在任3年22天）  | 2022年7月1日      | 現任                    | 1,416/1,424 99.4%（2022年） | 李克强     | 习近平                    |
| 注释 |            |              |                         |                   |                         |                             |            |                           |
| 1↑ 為因病辭去行政長官一職。 2↑ 官方稱之為第x任行政長官，而對其領導的特區政府稱第x屆為特別行政區政府。 3↑ 為其配偶請詳閱香港總督及香港行政長官配偶列表。 |            |              |                         |                   |                         |                             |            |                           |

## 資格
根據《香港特別行政區基本法》第44條，香港特別行政區行政長官必須符合以下所有條件：
- 年滿四十周歲
- 在香港通常居住連續滿二十年
- 在外國無居留權
- 是香港特別行政區永久性居民
- 是中國公民

由第二屆行政長官選舉開始，選舉程序由《行政長官選舉條例》（第569章）所規管。其中該條例第14條規定，任何人如有以下情況，即立刻喪失獲提名為候選人的資格：
- 是現任行政長官，並且是連續第二屆擔任此職位
- 是司法人員或訂明公職人員
- 根據《破產條例》（第6章）被判定破產，而且並未根據該條例第30A或30B條獲解除破產；
- 其所持有的護照或相類旅行證件，並非是由香港特區發出的護照或身分證明書，或由中華人民共和國任何地區有關當局發出的入境證
- 已在香港或任何其他地方被判處死刑，但既未服該刑罰或任何替代刑罰，而亦未獲赦免
- 已被裁定犯叛逆罪
- 在提名日前的5年內，曾被裁定觸犯
  - 任何罪行（不論是在香港或是在任何其他地方被定罪），並就該罪行被判處為期不少於3個月的監禁（不論是否獲得緩刑）
  - 《選舉（舞弊及非法行為）條例》所訂明的舞弊或非法行為
  - 《防止賄賂條例》第 II 部所訂明的罪行
  - 選管會所訂立的規例內訂明的任何罪行
- 當其時是根據《精神健康條例》（第136章）第II部被裁斷為因精神上無行為能力而無能力處理和管理其財產和事務
- 在提名日期前的5年內，曾經
  - 因沒旨拒絕或忽略作出指明誓言而根據法律離任，或喪失就任的資格
  - 被宣告、宣布或裁定為違反會擁護《基本法》、效忠中華人民共和國香港特別行政區的宣誓
  - 不符合擁護《基本法》、效忠中華人民共和國香港特別行政區的法定要求和條件。

其中訂明公職人員包括：
- 公務員敍用委員會主席
- 廉政專員、副廉政專員及擔任在《廉政公署條例》（第204章）下的任何其他職位的人
- 申訴專員及根據《申訴專員條例》（第397章）第6條獲委任的人
- 選舉管理委員會的成員
- 香港金融管理局的行政總裁及該局的高層管理人員，包括科主管、行政總監、經理及該局僱用的律師
- 個人資料私隱專員及其根據《個人資料（私隱）條例》（第486章）僱用或聘用的人
- 平等機會委員會的主席及由該委員會根據《性別歧視條例》（第480章）僱用或聘用的人
- 受僱於政府部門或政策局並在該政府部門或政策局任職（不論該職位屬永久性或臨時性的）的人

條例雖然沒有限制立法會議員不能參選，但成功當選為行政長官的立法會議員會在獲任命當日被當作已辭去議員席位。
候選人要在提名期內取得不少於八分之一（現為188名）選舉委員提名。提名表格須附有一項表明該候選人是以個人身分參選，並擁護《香港特別行政區基本法》和保證效忠香港特別行政區的聲明；及一項關於該候選人的國籍和他是否擁有外國居留權的聲明。
在選舉結束後，行政長官當選人須要公開作出一項法定聲明，表明他不是任何政黨的成員；及向選舉主任提交一份書面承諾，表明他如獲任命為行政長官，他不會在任期內成為任何政黨的成員及受到任何政黨的黨紀約束。
根據《香港特別行政區維護國家安全法》第35條規定，任何人經法院判決犯危害國家安全罪行的，即喪失出任行政長官的資格。

## 產生
現時行政長官由分別來自四十個界別分組，代表7,971個行業東主、專業、勞工及宗教團體、鄉里社團、地區組織、立法會議員、港區全國人大代表和港區全國政協委員及重要全國性團體中的香港成員的1,500人組成的選舉委員會提名及選出，並由中華人民共和國國務院總理簽署國務院令任命。
根據《香港特別行政區基本法》第45條規定：

香港特別行政區行政長官在當地通過選舉或協商產生，由中央人民政府任命。行政長官的產生辦法根據香港特別行政區的實際情況和循序漸進的原則而規定，最終達至由一個有廣泛代表性的提名委員會按民主程序提名後普選產生的目標。

2021年3月30日第十三屆全國人民代表大會常務委員會第二十七次會議修訂《香港基本法》附件一，節錄如下：

香港特別行政區行政長官的產生辦法

一、行政長官由一個具有廣泛代表性、符合香港特別行政區實際情況、體現社會整體利益的選舉委員會根據本法選出，由中央人民政府任命。
二、選舉委員會委員共1500人，由下列各界人士組成：
第一界別：工商、金融界	300人
第二界別：專業界	300人
第三界別：基層、勞工和宗教等界	300人
第四界別：立法會議員、地區組織代表等界	300人
第五界別：香港特別行政區全國人大代表、香港特別行政區全國政協委員和有關全國性團體香港成員的代表界	300人
選舉委員會委員必須由香港特別行政區永久性居民擔任。
選舉委員會每屆任期五年。
[...]
六、行政長官候選人須獲得不少於188名選舉委員會委員的提名，且上述五個界別中每個界別參與提名的委員須不少於15名。每名選舉委員會委員只可提出一名候選人。
七、選舉委員會根據提名的名單，經一人一票無記名投票選出行政長官候任人，行政長官候任人須獲得超過750票。具體選舉辦法由香港特別行政區以選舉法規定。
八、香港特別行政區候選人資格審查委員會負責審查並確認選舉委員會委員候選人和行政長官候選人的資格。香港特別行政區維護國家安全委員會根據香港特別行政區政府警務處維護國家安全部門的審查情況，就選舉委員會委員候選人和行政長官候選人是否符合擁護中華人民共和國香港特別行政區基本法、效忠中華人民共和國香港特別行政區的法定要求和條件作出判斷，並就不符合上述法定要求和條件者向香港特別行政區候選人資格審查委員會出具審查意見書。
對香港特別行政區候選人資格審查委員會根據香港特別行政區維護國家安全委員會的審查意見書作出的選舉委員會委員候選人和行政長官候選人資格確認的決定，不得提起訴訟。

第一屆行政長官於1996年由推選委員會選出，委員四百人，全部由中央人民政府（國務院）委任。第二屆特首按照《附件一》規定，於2002年由第一屆選舉委員會選出，委員增至八百人。第二屆特首補選於2005年7月10日舉行，選舉委員會委員大致與原有的相同。有缺位的選舉委員會委員由所屬界別分組的選民（各界別合共十六萬人）選出。
《香港基本法》規定了行政長官的產生辦法，2007年以後循序漸進地最終達至普選。惟2004年4月26日的第十屆全國人大常委會第九次會議解釋了《基本法》第四十五條，間接否定了2007年普選特首的可能。隨後政府在2005年推出的政改方案因得不到立法會三分之二的支持而被否決，第三屆特首選舉方法維持不變。
2010年，政府的政改方案得到立法會三分之二支持通過，第四屆特首選舉選舉委員會委員增至一千二百人。
2007年12月29日，全國人大常委會全票通過《全國人民代表大會常務委員會關於香港特別行政區2012年行政長官和立法會產生辦法及普選問題的決定》，決定香港在2017年可以普選產生行政長官，另於2020年可以普選立法會。
2015年6月18日立法會以8票贊成28票反對0票棄權，大比數否決政府推出的普選行政長官政改方案，第五屆行政長官選舉方法維持不變。
2021年3月11日，十三屆全國人大四次會議以2,895票贊成、1票棄權，通過《關於完善香港選舉制度的決定》，授權全國人大常委會修改香港基本法附件一《香港特別行政區行政長官的產生辦法》和附件二《香港立法會的產生辦法和表決程序》。2021年3月30日第十三屆全國人民代表大會常務委員會第二十七次會議通過《香港基本法》附件一修訂，選舉委員會委員由1,200人增加至1,500人，行政長官候選人的資格須由候選人資格審查委員會審查並確認。
根據《基本法》第45條，行政長官最終須由一個有廣泛代表性的提名委員會按民主程序提名後普選產生。產生辦法的修改權在全國人民代表大會常務委員會。但目前而言，並沒有任何時間表以實行普選或落實民主化目標。

### 選舉
| 屆別                   | 選舉                   | 投票時間                   | 備註                               | 相關選舉（包括非官方選舉） |
| 間接選舉（推選委員會） | 間接選舉（推選委員會） | 間接選舉（推選委員會）     | 間接選舉（推選委員會）             | 間接選舉（推選委員會） |
| ---------------------- | ---------------------- | -------------------------- | ---------------------------------- | --- |
| 一                     | 1996年行政長官選舉     | 1996年12月11日             |                                    | |
| 間接選舉（選舉委員會） |                        |                            |                                    | |
| 二                     | 2002年行政長官選舉     | 2002年3月24日              | 自動當選，不需進行投票             | 2002年選舉委員會界別分組補選（1月6日） |
| 二                     | 2005年行政長官選舉     | 2005年7月10日              | 自動當選，不需進行投票             | 2005年選舉委員會界別分組補選（5月1日） |
| 三                     | 2007年行政長官選舉     | 2007年3月25日上午9時至11時 |                                    | 2006年選舉委員會界別分組選舉（2006年12月10日）                                                                                            |
| 四                     | 2012年行政長官選舉     | 2012年3月25日上午9時至11時 |                                    | 2011年選舉委員會界別分組選舉（2011年12月11日） 2012年行政長官選舉泛民主派初選 （1月8日） 2012年行政長官選舉民間全民投票 （3月23日至24日） |
| 五                     | 2017年行政長官選舉     | 2017年3月26日上午9時至11時 |                                    | 2016年選舉委員會界別分組一般選舉（2016年12月11日） 2017年行政長官選舉民間全民投票 （3月10日至19日）                                       |
| 六                     | 2022年行政長官選舉     | 2022年3月27日              | 因應2019冠狀病毒病香港疫情而押後。 | 2021年選舉委員會界別分組一般選舉（2021年9月19日）                                                                                         |
| 六                     | 2022年行政長官選舉     | 2022年5月8日上午9時至11時  |                                    | 2021年選舉委員會界別分組一般選舉（2021年9月19日）                                                                                         |

## 離職

### 辭職
按《基本法》第52條，行政長官於以下情況必須辭職：
- 因嚴重疾病或其他原因無力履行職務；
- 因兩次拒絕簽署立法會通過的法案而解散立法會，重選的立法會仍以全體議員三分之二多數通過所爭議的原案，而行政長官仍拒絕簽署；
- 因立法會拒絕通過財政預算案或其他重要法案而解散立法會，重選的立法會繼續拒絕通過所爭議的原案。

| 行政長官解散立法會及辭職程序                   | 行政長官解散立法會及辭職程序                                     | 行政長官解散立法會及辭職程序                             |
| ---------------------------------------------- | ---------------------------------------------------------------- | -------------------------------------------------------- |
| 行政長官拒絕簽署立法會通過的法案，將其發回重議 | 行政長官拒絕簽署立法會通過的法案，將其發回重議                   | 立法會拒絕通過政府提出的財政預算案或其他重要法案         |
| ↓                                              |                                                                  | 立法會拒絕通過政府提出的財政預算案或其他重要法案         |
| 立法會全體議員三分之二多數再次通過原案         |                                                                  | 立法會拒絕通過政府提出的財政預算案或其他重要法案         |
| ↓                                              |                                                                  | 立法會拒絕通過政府提出的財政預算案或其他重要法案         |
| ↓                                              | 行政長官拒絕簽署公布原案                                         | 立法會拒絕通過政府提出的財政預算案或其他重要法案         |
| ↓                                              | ↓                                                                |                                                          |
| ↓                                              | 經協商仍不能取得一致意見，行政長官徵詢行政會議意見後可解散立法會 |                                                          |
| ↓                                              | ↓                                                                |                                                          |
| ↓                                              | 立法會重選後仍以全體議員三分之二多數通過原案                     | 立法會重選後仍拒絕通過政府提出的財政預算案或其他重要法案 |
| ↓                                              |                                                                  | 立法會重選後仍拒絕通過政府提出的財政預算案或其他重要法案 |
| 行政長官於一個月內簽署並公布原案               | 行政長官拒絕簽署公布原案                                         | 立法會重選後仍拒絕通過政府提出的財政預算案或其他重要法案 |
| 行政長官於一個月內簽署並公布原案               | ↓                                                                |                                                          |
| 行政長官於一個月內簽署並公布原案               | 行政長官必須辭職                                                 |                                                          |

### 彈劾
按《基本法》第73(9)條，立法會議員可以向立法會動議彈劾案，報請中央人民政府決定是否免職。
| 行政長官彈劾程序                                                                               |
| ---------------------------------------------------------------------------------------------- |
| 立法會四分之一全體議員的聯合動議，指控行政長官有嚴重違法或瀆職行為但拒不辭職                   |
| ↓                                                                                              |
| 立法會經選舉委員會界別的議員和功能界別、地區直選的議員兩部分出席會議議員各過半數通過進行調查   |
| ↓                                                                                              |
| 立法會可委託終審法院首席法官負責組成獨立的調查委員會，並擔任主席，以進行調查並向立法會提出報告 |
| ↓                                                                                              |
| 調查委員會認為有足夠證據構成指控                                                               |
| ↓                                                                                              |
| 立法會以全體議員三分之二多數通過彈劾案                                                         |
| ↓                                                                                              |
| 立法會提出彈劾案，報請中央人民政府決定                                                         |

### 代理順序
现行《中華人民共和國香港特別行政區基本法》规定了香港特别行政区行政长官代理顺序，当行政长官短期不能履行职务或缺位时，由政务司长、财政司长、律政司长依次临时署理行政长官职务：
第五十三条：
第五十三条　香港特别行政区行政长官短期不能履行职务时，由政务司长、财政司长、律政司长依次临时代理其职务。

　　行政长官缺位时，应在六个月内依本法第四十五条的规定产生新的行政长官。行政长官缺位期间的职务代理，依照上款规定办理。——《中华人民共和国香港特别行政区基本法》第四章政治体制，第一节行政长官。

#### 順序
| 順序 | 職務     | 現任   | 肖像 |
| ---- | -------- | ------ | ---- |
| 1    | 政务司长 | 陈国基 |      |
| 2    | 财政司长 | 陈茂波 |      |
| 3    | 律政司长 | 林定国 |      |

#### 具体应用
2005年3月10日，此前政策引发争议被胡锦涛当众训话的董建华宣布辞职，并被国务院通过。按基本法规定，由政务司长曾荫权代理职务直至国务院批准他为参选新任特首于2005年6月1日起辞职为止。
2005年5月25日，曾荫权为参选新任特首宣布辞职，国务院批准他的任期到6月1日终止，按基本法规定，由财政司长唐英年代理职务直至6月20日选出新任特首为止。

## 福利及待遇
- 行政長官獲得編配官邸禮賓府。

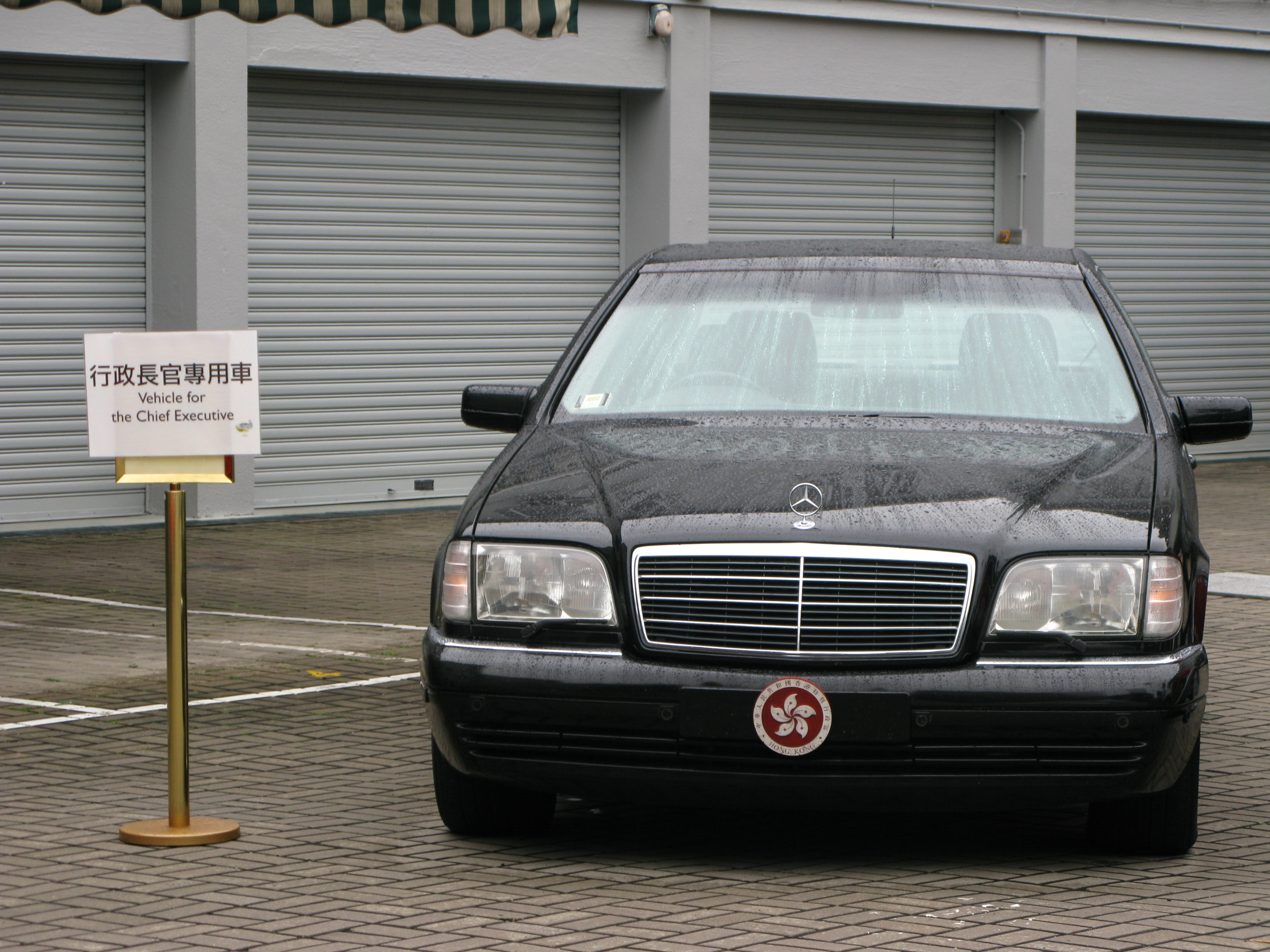
行政長官專用車（2010年禮賓府開放日）

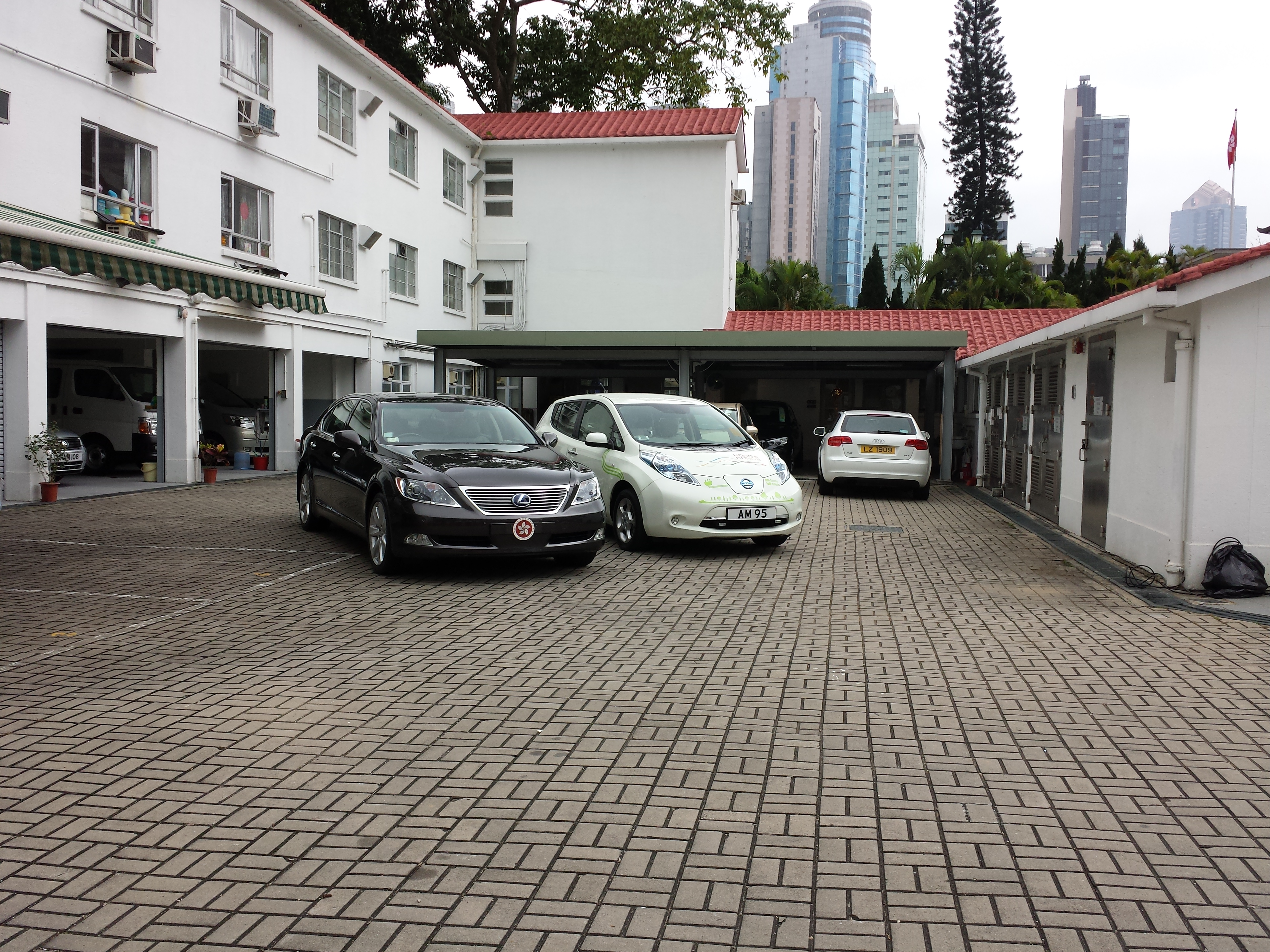
行政長官專用車（左，2015年禮賓府開放日）

- 行政長官獲得編配行政長官粉嶺別墅，部份官方活動會於粉嶺別墅舉行。
- 行政長官的坐駕車牌以香港區徽代替。
- 行政長官年薪為政務司司長的112%[20]；2017年7月，隨著所有局長薪酬調高12.4%，而司長與局長之間的薪酬差距仍維持在3.5%的水平[21][22]，行政長官年薪將調高至大約500萬港元（月薪約41萬港元）。
- 行政長官於香港特別行政區排名表排名第一。
- 行政長官英文名稱前會加上「The Honourable」。

## 候任待遇
- 香港警務處要員保護組提供保鏢服務。
- 使用候任行政長官辦公室。
- 官方車輛不連司機的運載服務。

## 離任後待遇
2005年6月14日，香港特別行政區政府公布，決定原則上接納行政長官報酬及離職後安排獨立委員會於2005年6月9日提交的報告。委員會由黃保欣擔任主席，委員包括鄭海泉、廖柏偉和梁國輝。
報告中建議：
- 前任行政長官離任後3年內會受到離職後的就業規管。
  - 第1年，前任行政長官不能從事任何工作或參與商業活動。
  - 第2及第3年，在展開任何工作或從事商業活動前，必須事先徵詢前任行政長官及政治委任官員離職後工作諮詢委員會的意見。
  - 如前任行政長官在這3年期間是接受中華人民共和國中央人民政府或香港特別行政區政府的委任，或從事學術或慈善機構的工作，則一概可以獲得豁免。
- 前任行政長官會獲提供
  - 前任行政長官辦公室。
  - 協助進行推廣和禮節性的工作。
  - 行政支援。
  - 官方車輛連司機的運載服務。
- 前任行政長官也可以享有禮遇安排和醫療及牙科福利。
- 視乎香港警務處的風險評估，前任行政長官會獲得保安服務。

## 在世的前任行政长官
截至2025年7月，历任香港特区行政长官中皆全部在世：
| 姓名     | 任期          | 出生日期與年齡 |
| -------- | ------------- | -------------- |
| 董建華   | 1997年–2005年 | 1937年7月7日   |
| 曾蔭權   | 2005年–2012年 | 1944年10月7日  |
| 梁振英   | 2012年–2017年 | 1954年8月12日  |
| 林鄭月娥 | 2017年–2022年 | 1957年5月13日  |

## 外部連結
- 香港特別行政區行政長官 （页面存档备份，存于）
- 資料庫：行政長官 一九九七年七月一日至二零零五年三月十一日 （页面存档备份，存于）
- 資料庫：行政長官 二零零五年三月十二日至二零零五年六月二十日 （页面存档备份，存于）
- 資料庫：行政長官 二零零五年六月二十一日至二零一二年六月三十日 （页面存档备份，存于）
- 資料庫：行政長官 二零一二年七月一日至二零一七年六月三十日 （页面存档备份，存于）
- 資料庫：行政長官 二零一七年七月一日至二零二二年六月三十日 （页面存档备份，存于）
- 香港基本法第二章第一節 （页面存档备份，存于）
- 政治演講語料庫 （页面存档备份，存于）: 可免費查閱行政長官及其他地區的政治講稿和施政報告，由香港浸會大學圖書館開發。